# Суми (търговски център)
„Суми“ е най-големият търговски център във Враца. Намира се на площад „Македония“, на булевард „Демокрация“ 16.
Наименуван е на побратимения с Враца град Суми, Украйна. Открит е през декември 2005 година. Преди това в сградата се помещават универсален магазин и ресторант.
Разполага с 4200 m2 търговски площи на 3 нива, придвижването между които става чрез ескалатори и асансьори. Сред по-големите наематели е веригата магазини „Зора“.
В съседство е разположен супермаркет „Билла“. Между тях са съоръжени 2 паркинга – надземен и подземен.